# Johann Fabini
Johann Fabini, magyarosan Fabini János (? – Segesvár, 1646. szeptember 23.) teológiai doktor, evangélikus lelkész.

## Élete
Nagycsűri (Scheuern), nagyszebenszéki származású; lelkész volt 1618–1623 között Tábláson, 1623–1643 között Baráthelyen. 1639–1643 között a fődékáni tisztséget is betöltötte. 1643 júniusában Segesvárra hívták meg lelkésznek, ahol pestisben elhunyt.
Egyetlen munkája: Oratio in comitiis Albae Juliae coram Regni Transilvaniae Dynastis et Proceribus trium Nationum propter Pastorem Bürkösiensem ejusdemque Decimas per ejusdem loci Nobiles infestatas… anno 1641. m. Julio publice declamata. Ez annak a beszédnek kézirata, amelyet Fabini 1642-ben a gyulafehérvári országgyűlésen mondott el erdélyi szász univerzitás nevében, vitatva a bürkösi földesúrnak a döntését, mely szerint az elhalálozott szász lelkész helyét nem engedte betölteni, hanem helyette magyar papot hozatott. A lelkész azzal érvelt, hogy Bürkös eredetileg a Királyföldhoz tartozott. A vitát végül I. Rákóczi György fejedelem döntötte el oly módon, hogy a falunak két papja, egy szász meg egy magyar legyen, és mindkettő a tized felét kapja.